# 三隆 (城市)
三隆（意为“不可穿越的丛林”），另译森隆，是柬埔寨西北部省份奥多棉吉省的省会城市。该市以北是跨过奥斯马通往泰国的过境点。

## 图集

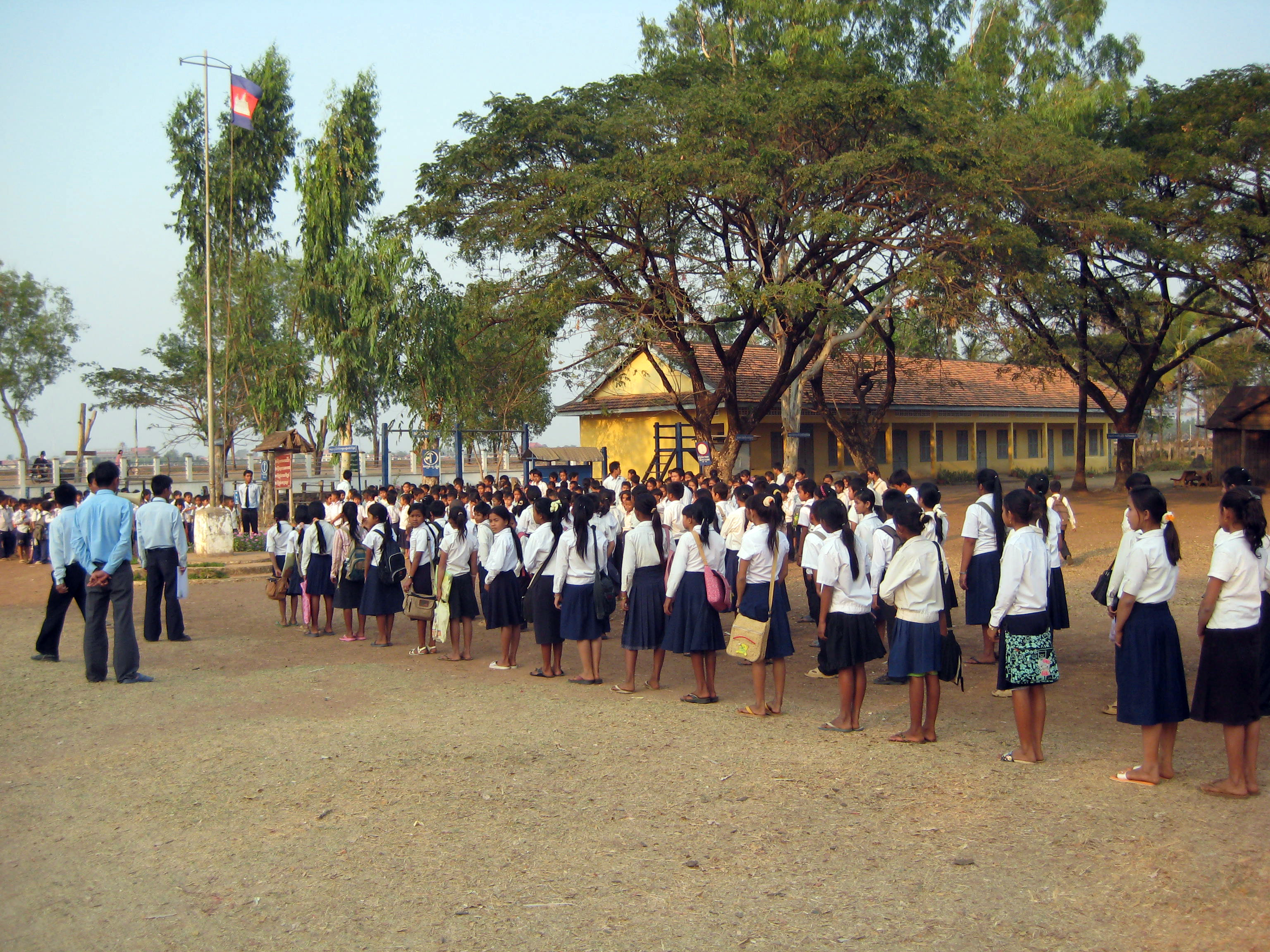
某座学校
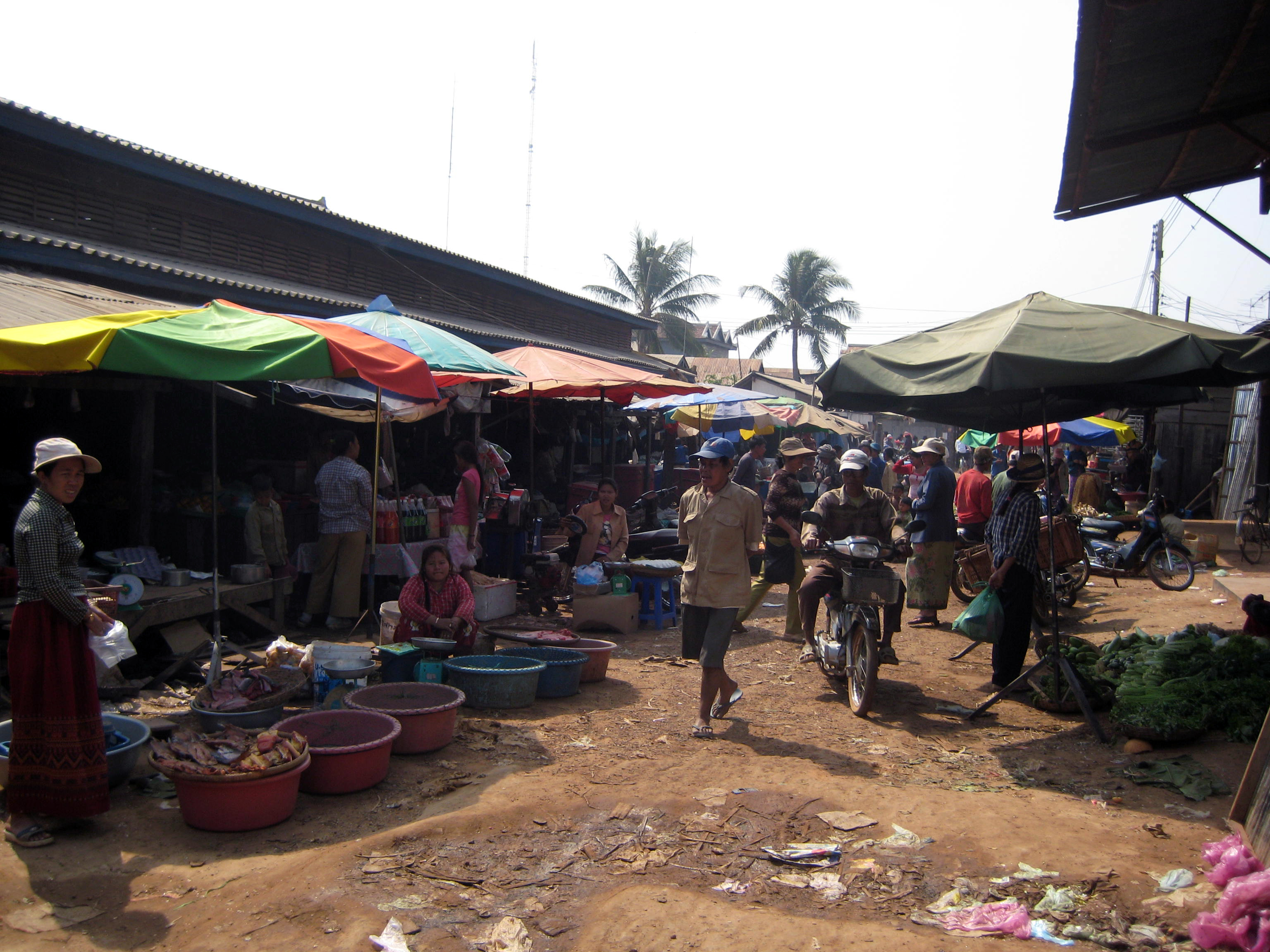
当地市场